# Betclic

Logo Betclic

Betclic – francuskie przedsiębiorstwo prowadzące działalność bukmacherską, którego właścicielem jest spółka BEM Operations Limited. Działa na kilku rynkach europejskich – w Polsce od lipca 2019 r., na podstawie zezwolenia Ministerstwa Finansów nr PS4.6831.11.2017 z dnia 26 września 2018 roku.

## Historia
Betclic został stworzony 20 lipca 2005 w Londynie przez Nicolasa Bérauda i Erica Moncadę. W 2008 r. Mangas Gaming kupił 75% udziałów w spółce za 50 mln euro. W 2009 r. SBM objął 50% udziałów w Betclic. W 2010 r. Betclic posiadał już 35–40% udziałów w rynku francuskim, co czyniło go liderem zakładów sportowych we Francji. Podczas Euro 2012 Betclic generował 2 miliony zakładów sportowych wokół tego wydarzenia, uzyskując przychody w wysokości 12 milionów euro. W październiku 2017 r. Betclic przeniósł siedzibę z Paryża do Bordeaux, a także do biura w Londynie. Od 2018 r. przedsiębiorstwo posiada licencję Ministerstwa Finansów, dzięki czemu jest legalnym bukmacherem w Polsce. Od sezonu 2024/25 Betclic został tytularnym sponsorem 1., 2. i 3. ligi piłkarskiej w Polsce.  

## Sponsoring
W 2009 r. Betclic wykupił miejsce na koszulce Olympique Lyonnais, jednak nie pojawił się na niej aż do głosowania nad francuską ustawą o liberalizacji zakładów sportowych, które nastąpiło 1 czerwca 2010. W latach 2010–2012 był sponsorem Olympique Marsylia i Juventusu Turyn. W 2018 r. podpisał umowę z Union Bordeaux Bègles. 6 lipca 2019 został sponsorem głównym Piasta Gliwice, a 8 lipca 2019 oficjalnym sponsorem reprezentacji Polski w siatkówce mężczyzn. W lipcu 2019 r. Betclic ogłosił, że został sponsorem Lechii Gdańsk. Umowa została podpisana na jeden sezon z możliwością przedłużenia o kolejny. W sierpniu 2020 Betclic stał się oficjalnym sponsorem federacji freak fightowej Fame MMA. W maju 2025 roku bukmacher zakończył pięcioletnią współpracę z FAME MMA. We wrześniu Betclic został oficjalnym partnerem organizacji UFC. W październiku 2023 roku Betclic został oficjalnym partnerem trzech klubów piłkarskiej Ekstraklasy. Marka podjęła współpracę ze Stalą Mielec, Puszczą Niepołomice i Wartą Poznań. W lipcu 2023 roku firma stała się sponsorem strategicznym Ruchu Chorzów. W czerwcu 2024 roku Betclic stał się sponsorem 1, 2 i 3. ligi w Polsce. 